# Parviz Ghelichkhani

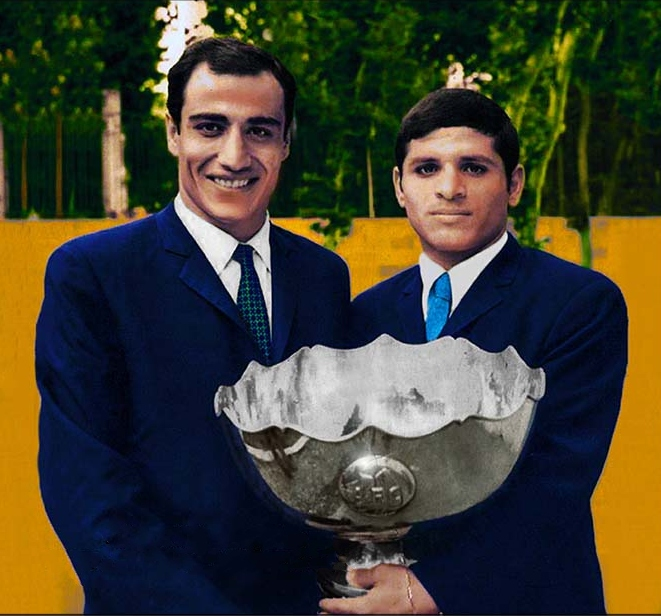
Jalal Talebi y Parviz Ghelichkhani con la Copa Asiática 1968.

Parviz Ghelichkhani (en persa: پرویز قلیچ‌خانی‎), (Teherán, Dinastía Pahlaví; 4 de diciembre de 1945) es en exfutbolista de Irán que jugaba en la posición de centrocampista.

## Carrera

### Club
| Periodo   | Club                 |
| --------- | -------------------- |
| 1962–1968 | Kian FC              |
| 1968–1971 | Taj FC               |
| 1971–1972 | PAS Teherán FC       |
| 1972–1974 | Oghab FC             |
| 1974–1976 | Daraei FC            |
| 1976–1977 | Persepolis FC        |
| 1978      | San Jose Earthquakes |

### Selección nacional
Debutó con Irán en los Juegos Olímpicos de Tokio 1964 ante Alemania Democrática con 19 años, y después fue el capitán en las ediciones de 1972 y 1976. Ganó la Copa Asiática en tres ocasiones consecutivas como su capitán, así como la medalla de plata en los juegos Asiáticos de 1966 en Tailandia y la Medalla de oro en la edición de 1974 en Irán.
Anotó 12 goles en 64 partidos, retirándose de la selección nacional en marzo de 1977 ante Hungría.

## Carrera política
Ghelichkhani estuvo un tiempo involucrado en la política. Fue arrestado por el SAVAK en febrero de 1972, pero fue liberado dos meses después. Era un opositor de la dinastía Pahlaví y el sistema que llevó a la revolución iraní, por lo que se perdió la Copa Mundial de Fútbol de 1978 por su oposición al régimen.
Debido a sus actividades políticas antes y después de la revolución, abandonaría el país para ir a vivir a París, Francia. De 1991 a 2014 Ghelichkhani fue el editor de Arash, una revista de opinión sobre asuntos políticos y culturales de Irán, pero publicada en Francia.
Parviz Ghelichkhani fue honrado en diciembre de 2007 en Sídney, Australia, durante la celebración de la publicación del número 100 de la revista Arash, en una ceremonia donde Ralé Rašić fue el anfitrión. Rašić fue entrenador de Australia cuando esta selección se enfrentó a Irán en las eliminatorias de clasificación para Alemania 1974.

## Logros

### Club
- Iran Pro League: 1

1970-71

### Selección nacional
- Copa Asiática: 3

1968, 1972, 1976
- Juegos Asiáticos

- : 1974
- : 1966

## Estadísticas
| 1.      | 19-5-68 | Amjadieh Stadium, Tehran, Irán        | Israel          | 2–1 | Copa Asiática 1968                  |
| 2.      | 07-5-69 | Amjadieh Stadium, Tehran, Irán        | Irak            | 2–1 | 1969 Friendship Cup                 |
| 3.      | 10-5-69 | Amjadieh Stadium, Tehran, Irán        | Pakistán        | 9–1 | 1969 Friendship Cup                 |
| 4.      | 01-9-70 | Amjadieh Stadium, Tehran, Irán        | Pakistán        | 7–0 | Copa ECO 1970                       |
| 5.      | 17-5-72 | National Stadium, Bangkok, Tailandia  | República Jemer | 2–1 | Copa Asiática 1972                  |
| 6.      | 11-6-72 | Estádio do Arruda, Recife, Brasil     | Irlanda         | 1–2 | 1972 Brazil Independence Cup        |
| 7.      | 21-6-72 | Estádio do Arruda, Recife, Brasil     | Ecuador         | 1–1 | 1972 Brazil Independence Cup        |
| 8.      | 13-5-73 | Amjadieh Stadium, Tehran, Irán        | Kuwait          | 2–0 | 1974 World Cup Qualifier            |
| 9.      | 24-8-73 | Aryamehr Stadium, Tehran, Irán        | Australia       | 2–0 | 1974 World Cup Qualifier            |
| 10.     | 24-8-73 | Aryamehr Stadium, Tehran, Irán        | Australia       | 2–0 | 1974 World Cup Qualifier            |
| 11.     | 03-9-74 | Aryamehr Stadium, Tehran, Irán        | Pakistán        | 7–0 | 1974 Asian Games                    |
| 12.     | 07-7-74 | Aryamehr Stadium, Tehran, Irán        | Baréin          | 6–0 | 1974 Asian Games                    |
| 13.     | 02-7-76 | Aryamehr Stadium, Tehran, Irán        | Rumania         | 2–2 | Amistoso                            |
| 14.     | 25-7-76 | Municipal Stadium, Sherbrooke, Canadá | Unión Soviética | 1-2 | 1976 Olympic Games - Quarter Finals |
| Fuente: |         |                                       |                 |     |                                     |